# 莫德旺
莫德旺（1965年—），广东化州人，汉族，中华人民共和国政治人物、第十一届全国人民代表大会湖南地区代表。
毕业于湖南大学工商管理专业，是中共党员。担任中国国新控股有限责任公司副总经理。2008年起担任全国人大代表。